# Nendoroid
Nendoroid (ねんどろいど?, Nendoroido) è una linea di action figure di piccole dimensioni prodotte dalla Good Smile Company, e lanciate sul mercato nel 2006. I Nendoroid sono generalmente piccole riproduzioni di personaggi di anime o manga e sono comunemente utilizzati come pezzi da collezione. Sono all'incirca di dieci centimetri di altezza e generalmente mostrano il personaggio in versione chibi o Super Deformed, con la testa molto grossa e sproporzionata rispetto al corpo. I volti e le parti del corpo sono movibili ed intercambiabili, dando ai personaggi una gamma di espressioni e posture diverse. "Nendo" è la parola giapponese per indicare argilla o plastilina.
I Nendoroid sono stati realizzati principalmente sulla base di popolari anime e manga come Kannagi, Lucky Star, Death Note, K-On!, La malinconia di Haruhi Suzumiya, Fate/stay night, Black Rock Shooter, Ano Hana, oltre che sui personaggi del software musicale Vocaloid o su quelli di videogiochi come Touhou Project. Raramente sono stati realizzati Nendoroid basati su personaggi reali, con le ClariS ed il pilota Kamui Kobayashi in rappresentanza di queste eccezioni.
Il 23 febbraio 2012 è stato pubblicato in Giappone il videogioco Nendoroid Generation (ねんどろいど じぇねれ～しょん?, Nendoroido Jenereshon) per PlayStation Portable, ispirato alla linea di action figure. Hatsune Miku and Future Stars: Project Mirai è invece un videogioco musicale per Nintendo 3DS basato sul personaggio di Vocaloid, Hatsune Miku, in cui l'aspetto della protagonista è ispirato a quello dei Nendoroid.